# Laserpitium eliasii subsp. thalictrifolium
Laserpitium eliasii subsp. thalictrifolium é uma subespécie de planta com flor pertencente à família Apiaceae. 
A autoridade científica da subespécie é (Samp.) P.Monts., tendo sido publicada em Bol. Soc. Brot. ser. 2 47 (supl.): 307 (1974).

## Portugal
Trata-se de uma subespécie presente no território português, nomeadamente em Portugal Continental.
Em termos de naturalidade é endémica da Península Ibérica.

## Protecção
Não se encontra protegida por legislação portuguesa ou da Comunidade Europeia.